# Поту гірський
Поту гірський (Nyctibius maculosus) — вид дрімлюгоподібних птахів родини потуєвих (Nyctibiidae).

## Поширення
Поту гірський поширений в Південній Америці. Птах трапляється мозаїчно в Болівії, Перу, Еквадорі, Колумбії та Венесуелі. Мешкає у гірських дощових лісах на висоті 1800—2800 м.